# Artur Szablak

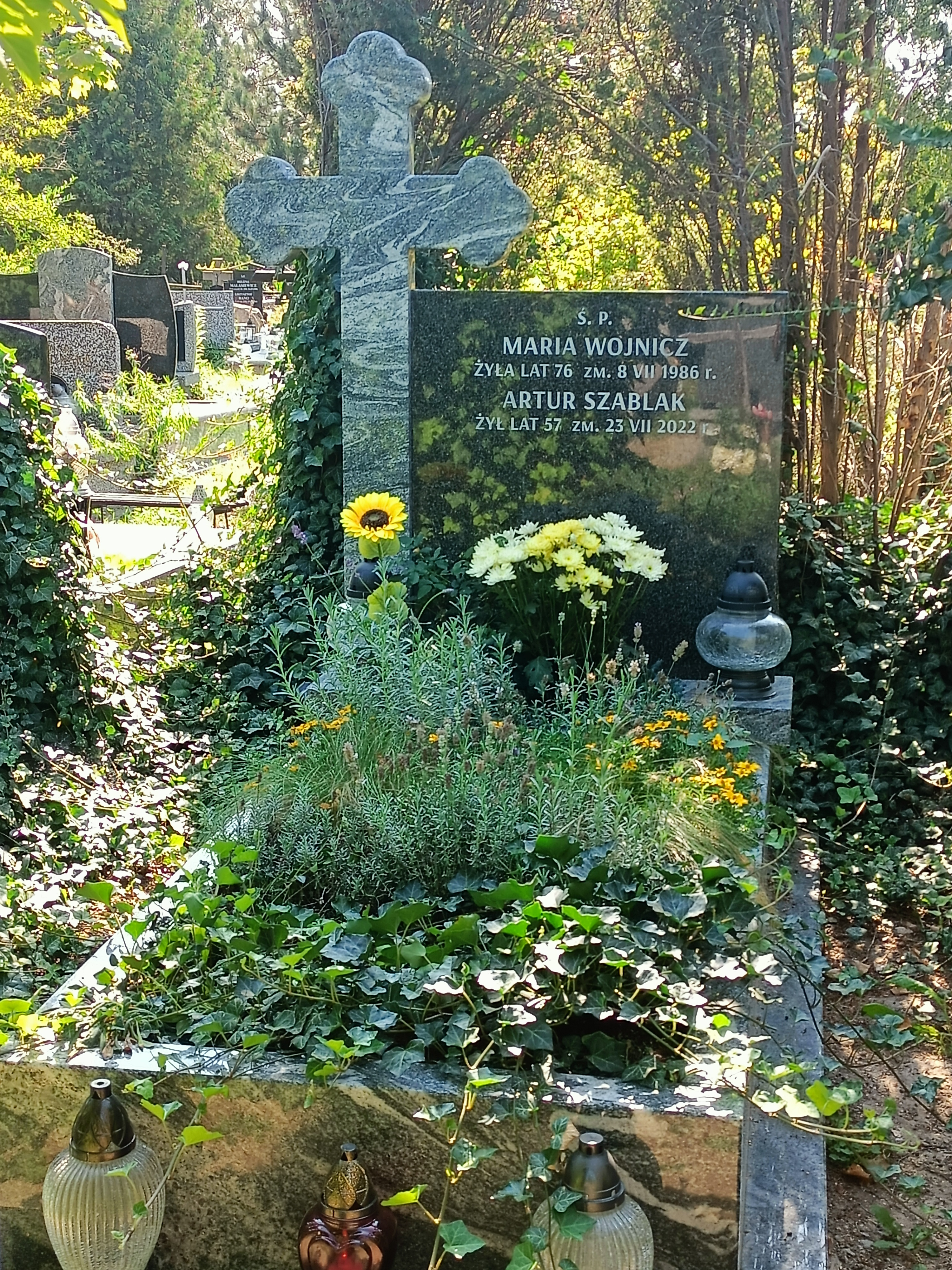
Grób Artura Szablaka na Cmentarzu Komunalnym Północnym w Warszawie

Artur Emanuel Szablak (ur. 6 czerwca 1965, zm. 23 lipca 2022) – polski działacz neofaszystowski, wiceprezes Narodowego Odrodzenia Polski (NOP), szef Centrum Koordynacyjnego Europejskiego Frontu Narodowego, prezes Stowarzyszenia Pamięci Żołnierzy Wyklętych (2015–2022).

## Życiorys
W 1981 roku obok Bogdana Byrzykowskiego i Adama Gmurczyka wziął udział w założeniu Narodowego Odrodzenia Polski (początkowo pod postacią „forum dyskusyjnego młodzieży o poglądach narodowych”).
Należał do sformowanej w czerwcu 1990 roku przez Bolesława Tejkowskiego zjednoczonej partii neofaszystowskiej o zabarwieniu panslawistycznym, antyglobalistycznym, ekologicznym i antyklerykalnym pod nazwą Polska Wspólnota Narodowa – Polskie Stronnictwo Narodowe (PWN–PSN), która wychodziła od tradycji endeckich . W imieniu zarządu wojewódzkiego PWN–PSN w Warszawie, niezadowolonego z poczynań przywódcy, próbował 15 września 1990 roku w asyście Mariusza Kopczyńskiego i Bogdana Kozieł-Salskiego wymusić przy użyciu pistoletu gazowego przekazanie władzy przez Zarząd Naczelny, po czym 29 września tegoż roku został wydalony ze stronnictwa z resztą opozycji.
Wraz z NOP przeszedł w 1992 roku pod wpływem Roberto Fiore i Derka Hollanda na reprezentowane wówczas przez Brytyjską Partię Narodową pozycje międzynarodowej trzeciej drogi, obejmujące tradycjonalizm katolicki i legionaryzm w ramach realizacji „idei sojuszu nacjonalizmów przeciw globalnej dominacji liberalizmu”. W 1996 roku Szablak napisał na łamach „Szczerbca”: „Jesteśmy ruchem katolickim, a poglądy rasistowskie nijak się mają do chrześcijaństwa. Według nauki katolickiej pogląd, że jedna rasa jest lepsza od drugiej jest herezją i uważam, że nic nie stoi na przeszkodzie, abyśmy wydali ulotki-plakaty jednoznacznie potępiające rasizm, nazizm i hitleryzm”. Reprezentował NOP na Konferencji Narodowej w Poznaniu w 1998 rok, gdzie opowiedział się za chrześcijaństwem przedsoborowym.
W toku pierwszej dekady XXI w. Szablak sprawował funkcję wiceprezesa NOP u boku Adama Gmurczyka. Po przystąpieniu przez NOP do Europejskiego Frontu Narodowego, zrzeszającego w latach 2003–2009 partie neofaszystowskie, takie jak Złoty Świt, Narodowodemokratyczna Partia Niemiec czy Ogólnoukraińskie Zjednoczenie „Swoboda”, został szefem Centrum Koordynacyjnego EFN.
Przed 2012 rokiem Szablak ustąpił z zarządu NOP, a 12 maja 2015 roku objął po Piotrze Przetackim prezesurę Stowarzyszenia Pamięci Żołnierzy Wyklętych. W 2014 roku niezarejestrowane jeszcze Stowarzyszenie patronowało dwóm festiwalom muzyki spod znaku Krwi i Honoru w Ostródzie.  Szablak jako prezes Stowarzyszenia wygłosił publiczne prelekcje z okazji obchodów rocznic patriotycznych oraz rekonstrukcji historycznych – m.in. podczas uroczystości upamiętniających mjr. Mariana Bernaciaka w Rykach w 2016 roku i podczas świętowania rocznicy powstania styczniowego w Fijałkowie koło Przasnysza w 2018 roku. Był sygnatariuszem listu otwartego w sprawie Kwatery na Łączce w 2015 roku. Stowarzyszenie znalazło się w 2016 roku w Społecznym Komitecie Obchodów Narodowego Dnia Pamięci „Żołnierzy Wyklętych”, a w 2018 roku współorganizowało obchody Narodowego Dnia Pamięci „Żołnierzy Wyklętych” w Jeleniej Górze.
Pogrzeb Szablaka odbył się 29 lipca 2022 roku w obrządku rzymskokatolickim na Cmentarzu Komunalnym Północnym w Warszawie. Grecka partia neonazistowska Złoty Świt opublikowała własny nekrolog Szablaka, w którym poleciła go wiecznej pamięci NOP-u obok dwóch własnych aktywistów zastrzelonych w odwecie za zabójstwo rapera Pavlosa Fyssasa w 2013 roku.